# École nationale supérieure de l'électronique et de ses applications
L'École nationale supérieure de l'électronique et de ses applications (ENSEA) è una grande  scuola di ingegneria francese, generale e pubblica, specializzata nell'elettronica, l'informatica e le telecomunicazioni che si trova a Cergy (Val-d'Oise), vicino a Parigi.
Fondata nel 1952, si è chiamata ENREA prima di diventare ENSEA nel 1976.

## Accesso ai corsi
L'accesso ai corsi è subordinato al passaggio di un concorso nazionale ("Classes Préparatoires") o lateralmente durante l'ultimo o il penultimo anno dopo la laurea di primo livello nell'elettronica o pertinenti campi di studi scientifici (fisica, chimica, informatica...).

## Didattica

### Diploma di scuola superiore Grande École
L'ENSEA offre corsi di livello laurea specialistica, di master  di secondo livello e di formazione continua. La formazione dura 3 anni e tratta da tutti gli aspetti dell'elettricità, elettronica, informatica e ingegneria, per esempio teoria dei segnali, microelettronica, sistemi Embedded, software ingegneria, rete, elettrotecnica. Inoltre ci sono altri corsi come l'economia, il management, la comunicazione e varie lingue straniere.

## Specialità
La scuola propone otto specialità di terzo anno:
- 1: Elettronica, comunicazione e microonde
- 2: Rete e telecomunicazioni
- 3: Sistemi elettronici embedded
- 4: Meccatronica e sistemi complessi
- 5: Elettronica, strumentazione e bioscienza
- 6: Automatismo ed elettrotecnica
- 7: Sistemi informatici
- 8: Sistemi multimediali

## Internazionale
La scuola ha stabilito stretti contatti con altre università, tramite l'abilitazione di scambi di studenti, doppie lauree, doppi dottorati, e la partecipazione a diversi progetti di ricerca e reti di eccellenza europee. Queste relazioni includono il politecnico di Milano e L'università della Sapienza (Roma).

## Ricerca
L'ENSEA e gli altri istituzioni in Cergy-Pontoise sono organizzate in uno centro Didattica e di ricerca (PRES, Research and Upper Education Pole) compresi:
- Cergy-Pontoise University
- gruppo ESSEC,
- ENSEA, École Nationale Supérieure de l'Électronique et de ses Applications
- ITIN, Ecole supérieure d'Informatique, Réseaux et Systèmes d'Information
- ENSAPC, École nationale supérieure d'arts de Cergy-Pontoise
- EISTI,
- EBI (École de Biologie Industrielle)
- EPMI (École d'électricité, de Production et des Méthodes Industrielles)
- EPSS (École Pratique de Service Social)
- ESCOM (École supérieure de chimie organique et minérale)
- ILEPS (Institut Libre d'Éducation Physique Supérieur)
- ISTOM (Institut Supérieur d'agro-développement)
- ESCIA, École supérieure de comptabilité, gestion et finance